# Solenopsis balearica
Solenopsis balearica är en klockväxtart som först beskrevs av Franz Elfried Wimmer, och fick sitt nu gällande namn av Aldasoro och Al. Solenopsis balearica ingår i släktet Solenopsis och familjen klockväxter. Inga underarter finns listade i Catalogue of Life.